# Jimma
Pour les autres significations, voir Jimma (zone).
Jimma (Ge'ez: ጅማ, en oromo : Jimmaa) est une ville et une zone spéciale d'Éthiopie, dans la région de l'Oromia.

## Histoire
Au XIXe siècle, Jimma était la capitale d'un État autonome depuis 1830, le royaume de Jimma. Son dirigeant lors de son rattachement à l'Éthiopie à la fin du XIXe siècle était Abba Jifar (1861-1932), qui gouverne ensuite la province jusqu'en 1930.
Jules Borelli entre à Jimma le 7 décembre 1887 et est reçu par Abba Jifar.
Au XXe siècle, Jimma est la capitale de la province de Kaffa.

## Démographie
D'après le recensement national réalisé par l'Agence centrale de la statistique d'Éthiopie, la zone spéciale Jimma compte 120 960 habitants en 2007, toute sa population est urbaine.
L'amharique et l'oromo sont la langue maternelle pour 42 % et 40 % des habitants respectivement, suivis par le dawro qui est la langue maternelle pour 5 % des habitants, ainsi que le yemsa, les langues gouragué et le kafa pour près de 3 % chacun[réf. incomplète]. Environ 47 % des habitants sont orthodoxes, 39 % sont musulmans et 13 % sont protestants.
En 2022, la population de Jimma est estimée à 250 909 personnes avec une densité de population de 4 966 personnes par km2 et 50,52 km2 de superficie.

## Personnalités liées à la ville
- Ydnekatchew Tessema (1921-1987), joueur de football, est né à Jimma.
- Alèmayèhu Eshèté (1941-2021), chanteur d'éthio-jazz.
- Mulatu Astatke (1943), chanteur et musicien d'éthio-jazz.

## Galerie

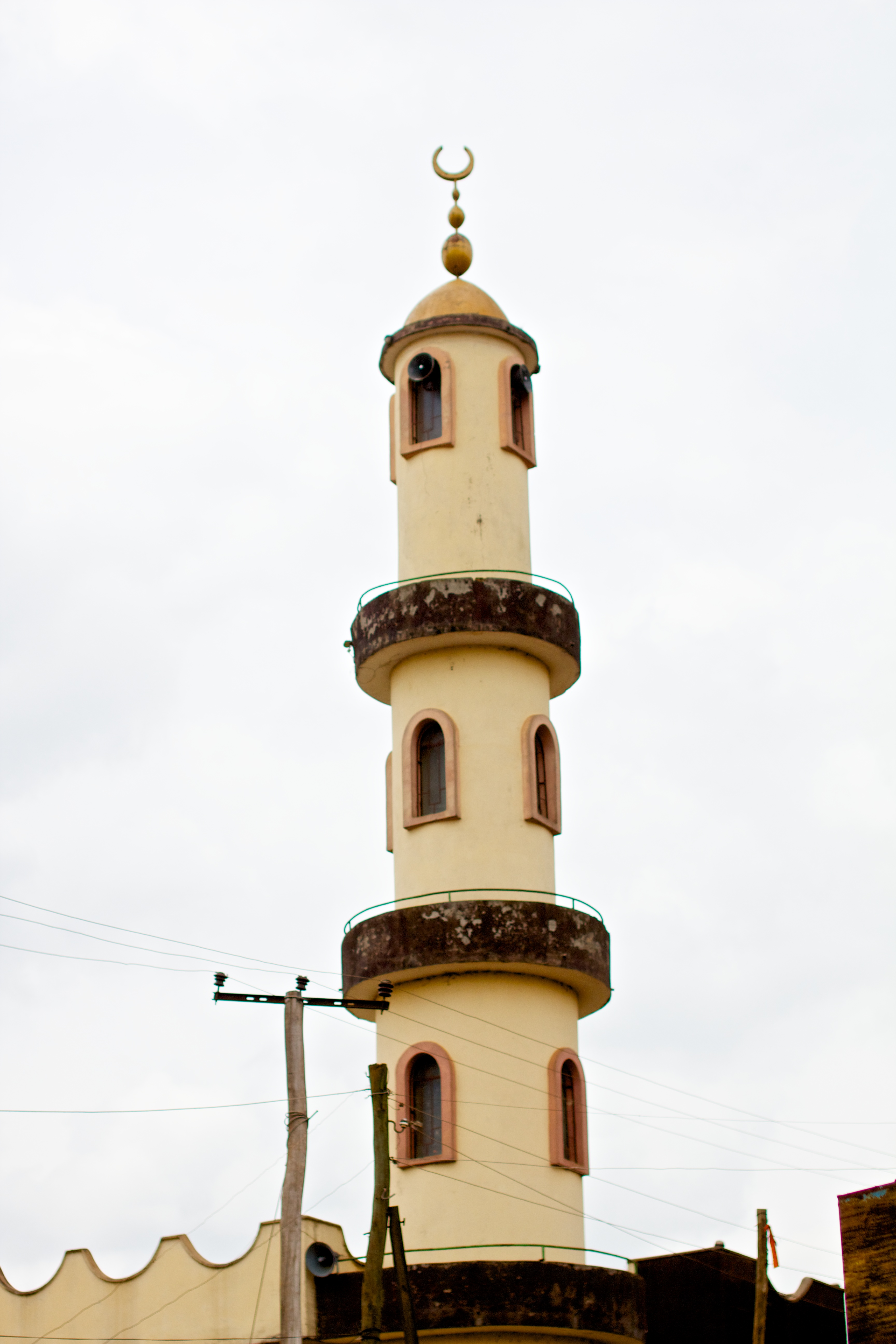
Minaret.
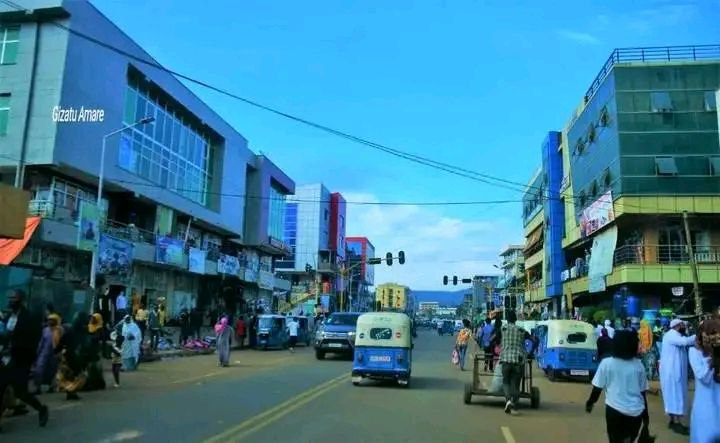
Rues de Jimma en 2022.
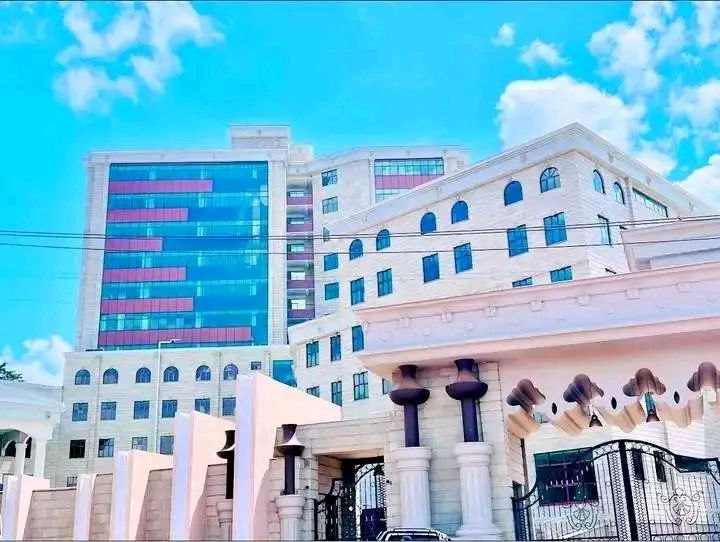
Entrée principale de l'université.
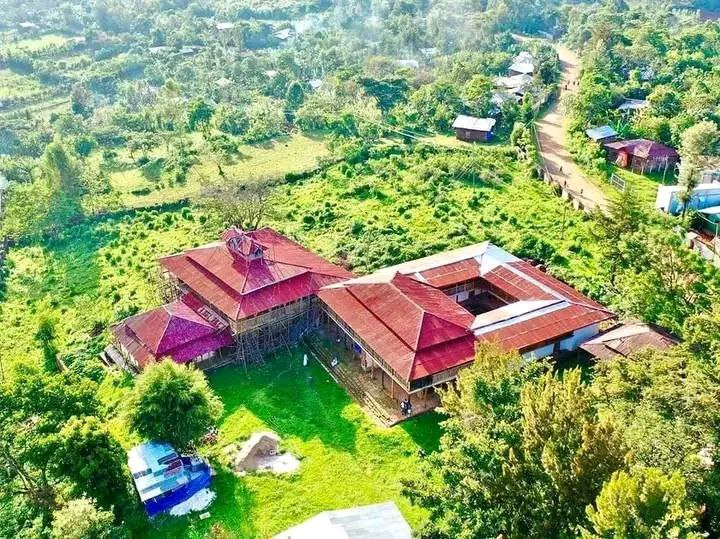
Le palais d'Abba Jifar vu de Jiren (en).